# 브코브야나 항공
브코브야나 항공(영어: Bukovyna Airlines, 영어: Bukovyna Aviation Enterprise)는 우크라이나의 전세 항공사로 체르니우치 국제공항이 허브 공항으로 1999년에 설립했다.

## 보유 기종
- 2012년 8월 기준으로 브코브야나 항공은 다음과 같은 기종을 보유하고 있으며 평균 기령은 20.5년이다.[2]